# Scardamia protocyma
Scardamia protocyma là một loài bướm đêm trong họ Geometridae.